# Mary Hegeler
Mary Hegeler, teljes nevén Marie Hermine Henriette Hegeler, férjezett nevén Mary Hegeler Carus (La Salle, Illinois, 1861. január 10. – 1936. június 27.) amerikai mérnök és vállalkozó.

## Életpályája

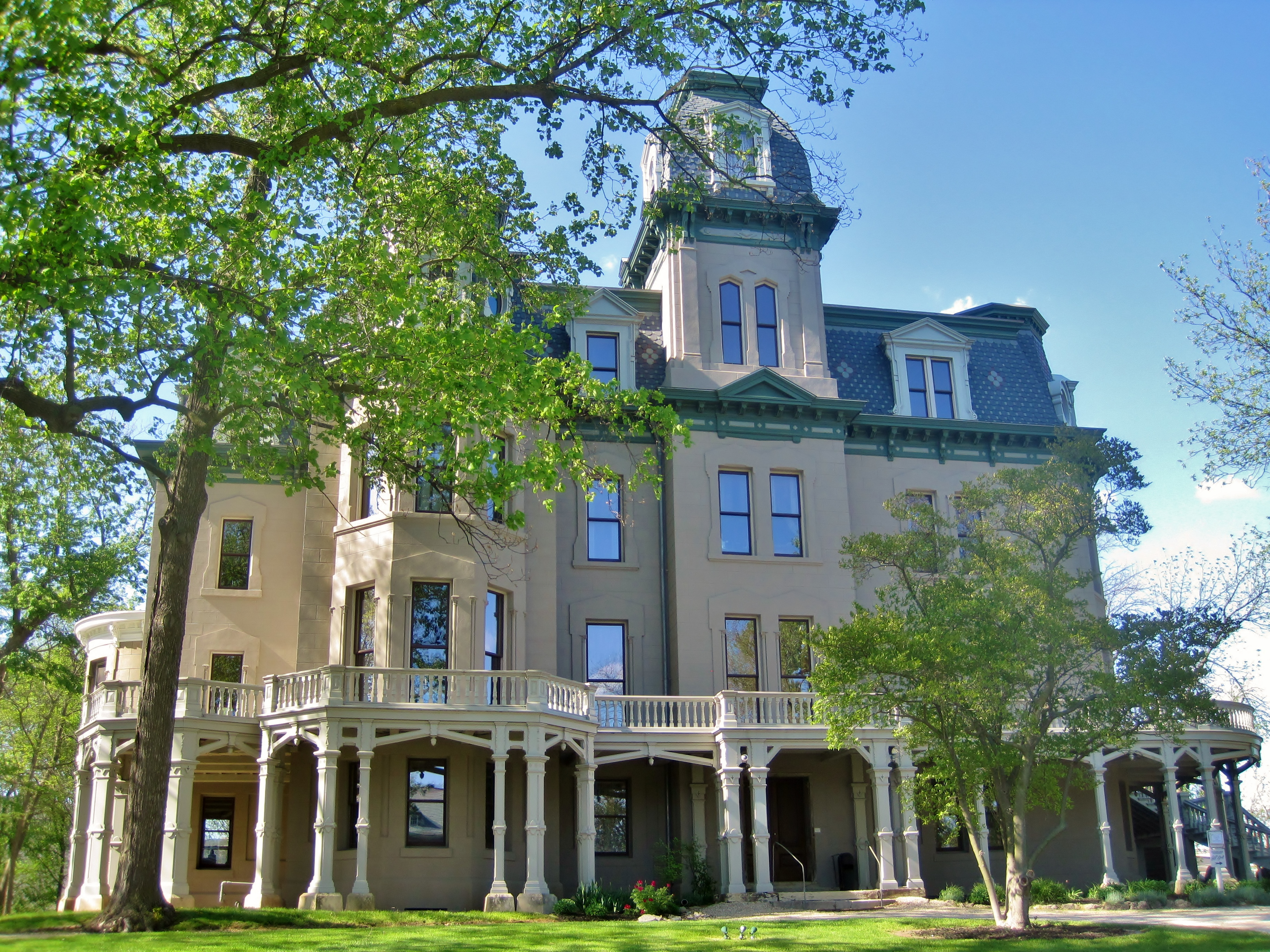
A Hegeler−Carus-kúria LaSalle-ban, nemzeti műemlék (1876)

Mary Hegeler az Illinois állambeli La Salle-ban született német bevándorlók tíz gyermeke közül az elsőként. Apja, Edward Carl Hegeler (1835-1910) egyetemi barátjával, Frederick William Matthiessennel közösen alapította a Matthiessen-Hegeler Cink Companyt La Salle-ban. Anyja, Camilla Weisbach Hegeler (1835-1908) Julius Weisbach (1806-1871) freibergi professzor lánya volt.
Mary Hegeler már gyermekkorában érdeklődött apja cinkolvasztó üzeme és az olvasztókemencékben zajló folyamatok iránt. Tizenhat évesen kezdett el dolgozni a vállalatnál. A Michigani Egyetemen tanult, és 1882-ben ő lett az első nő, aki mérnöki diplomát szerzett ezen az egyetemen.
1885 februárjában jelentkezett a Freibergi Bányászati Akadémiára, ahova unokatestvére, Clemens Winkler ajánlólevelével első nőként iratkozhatott be. 1885 áprilisától 1886 húsvétjáig Mary Hegeler Freibergben tanult. Bár teljesítménye nagyon jó volt, női mivolta miatt nem kaphatott diplomát. 1886 nyarán visszatért Freibergbe.
1886 nyarán visszatért a La Salle-ba. Mindössze 25 évesen bekerült apja cégének vezetőségébe, amely ekkor már 700-800 embert foglalkoztatott. Edward Carl Hegeler egyre inkább a vallás és a filozófia iránti érdeklődésének szentelte magát, és megalapította az Open Court Publishing Companyt, egy éppen ezekkel a témákkal foglalkozó kiadót. A The Open Court című folyóiratot 1887-ben, a The Monist címűt pedig 1890-ben indította útjára, a filozófus Paul Carus, aki 1888-ban vette feleségül Mary Hegelert, lett a főszerkesztő.
1889 és 1901 között Mary Hegeler Carusnak hét gyermeke született; elsőszülött fia születésekor meghalt. 1903-ban a Matthiessen-Hegeler Cink Company igazgatótanácsának elnöke lett, miután apja elsősorban kiadói munkájára koncentrált, testvérei, Julius és Herman pedig titokban el akarták adni a céget.
Férjének 1919-ben bekövetkezett halála után átvette a The Open Court és a The Monist kiadását. Kiadta a Carus Lectures sorozatot, és az Amerikai Matematikai Társasággal együttműködve a The Carus matematikai monográfiákat.
Mary Hegeler Carus rövid betegség után 1936. június 27-én hunyt el.
A TU Bergakademie Freiberg 2012 óta ítéli oda a habilitációs vagy posztdoktori szakaszban lévő fiatal tudósnőket támogató Mary Hegeler-ösztöndíjat.